# Trio New York
Trio New York ist ein Jazzalbum von Ellery Eskelin. Die am 10. Februar 2011 in den Systems Two Studios in Brooklyn  entstandenen Aufnahmen erschienen 2011 auf dem Label Prime Source.

## Hintergrund
Der Saxophonist Ellery Eskelin verstand die Stücke auf diesem Album laut den Liner Notes als „eine Art Meditation oder poetische Hommage an bestimmte klassische Pop- und Jazzkompositionen des 20. Jahrhunderts. Auf diese Weise funktionieren sie ein wenig wie musikalische Kontrafakten, Musikstücke, die historisch von Jazzmusikern gespielt wurden, bei denen die Melodie einer Standardmelodie durch etwas Neues ersetzt und die bestehende harmonische Form als Vehikel für Improvisationen genutzt wird.“ 
Mit seinem Trio aus Gary Versace (Orgel) und Gerald Cleaver (Schlagzeug) spielte er Coverversionen von Liedern der Great American Songbook aus der Zeit zwischen 1928 („Lover Come Back to Me“) und 1951 („Witchcraft“) sowie eine Komposition von Thelonious Monk („Off Minor“).

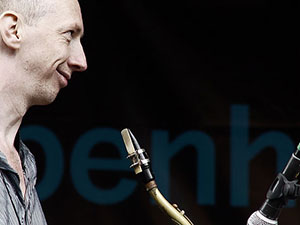
Ellery Eskelin (2014)

Die Beschäftigung mit dem Standards-Projekt begann bei einer ersten informellen Begegnung Eskelins mit Versace: „Die Musik lief sehr gut, wir konnten uns auf allen möglichen musikalischen Terrains bewegen und gegen Ende einer der Improvisationen spielten wir irgendwie die Form von „I Got Rhythm“. Das klingt vielleicht nicht nach einer so großen Sache, aber es hat mich zum Nachdenken gebracht, denn so spontan passiert das nie wie an diesem Nachmittag. „Freie“ Musiker neigen dazu, sich nicht mit Standards auseinanderzusetzen und „traditionellere“ Musiker neigen dazu, nicht frei zu spielen“, sagte Eskelin in einem Interview mit Troy Collins. „In diesem Fall war die Beziehung zwischen beiden [Polen] äußerst fließend und ermöglichte es dieser Improvisation, überraschende musikalische Dimensionen anzunehmen, ohne durch die Form eingeschränkt zu werden. Auch bei der Hammond-B3-Orgel tendieren Spieler, die wirklich wissen, wie man das Instrument spielt, dazu, sich musikalisch traditionell zu orientieren. Tatsache ist, dass Gary mit seinem umfassenden Wissen (und seinem Fachwissen an der Orgel) und seiner Offenheit für die Erforschung freier Musik viele neue Türen geöffnet hat.“
Ellery Eskelin widmete das Album seiner Mutter, die in den 1960er-Jahren Organistin in Baltimore war. Mit dem im Januar 2013 entstandenen Album Trio New York II setzten Eskelin, Versace und Cleaver ihre Zusammenarbeit fort.

## Titelliste
- Ellery Eskelin: Trio New York  (Prime Source CD 6010)[2]

1. Improvisation / Rumination (Memories of You) 16:53
2. Improvisation / Monk (Off Minor) 13:34
3. Improvisation / Conjuring (Witchcraft) 15:25
4. Improvisation / Desire (Lover Come Back) 15:07
5. Improvisation / Endless (How Deep is the Ocean) 14:07

Die Komposition „Memories of You“ stammt von Eubie Blake, „Off Minor“ von Thelonious Monk, „Witchcraft“ von Cy Coleman, „Lover Come Back to Me“ von Sigmund Romberg, „How Deep Is the Ocean“ von Irving Berlin.

## Rezeption

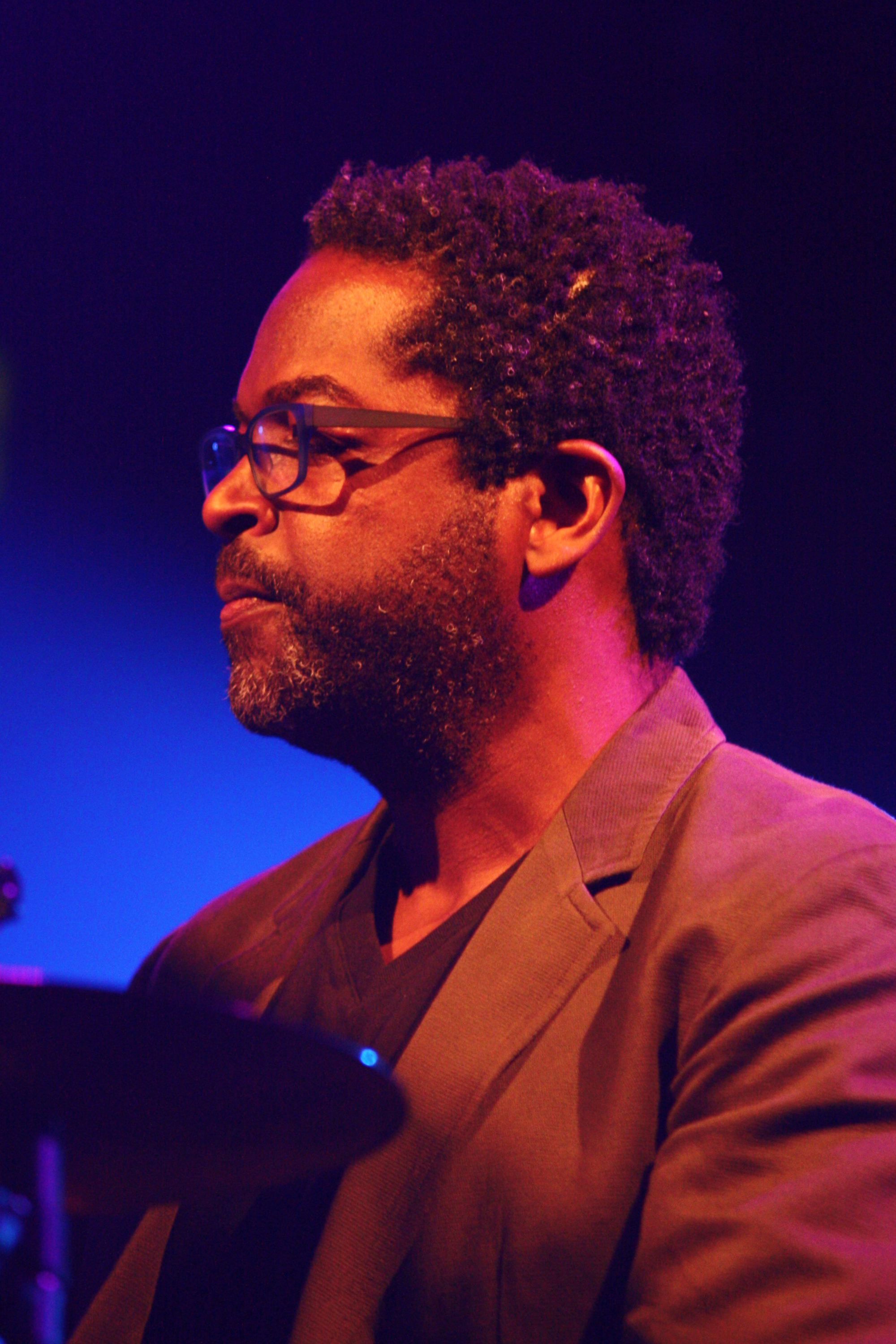
Gerald Cleaver beim Deutschen Jazzfestival 2013 mit dem Tomasz Stanko New York Quartet

Man könnte das Album zunächst für eine Art nostalgische Hommage an die musikalischen Wurzeln des Künstlers halten, hieß es in der italienischen Ausgabe von All About Jazz. Sogar das gespielte Material, das ausschließlich aus Klassikern besteht, habe zum Repertoire der Mutter gehört. Aber wer den Musiker kenne, dürfte wissen, dass es am besten sei, nicht auf den Schein zu achten. Dies seien lange Konstruktionen und Dekonstruktionen des thematischen Materials, in denen auch eine gewisse Verbindung mit dem langjährigen Trio des Saxophonisten mit Jim Black und Andrea Parkins spürbar sei. Insbesondere gebe es eine Zweideutigkeit, die sich durch das ganze Album ziehe, eine Art schattenhafter Blick, der das Album weit von den Orgelklängen des Jazz der 1960er-Jahre fernhalte, ein Schnitt, der von Eskelins außergewöhnlicher Eloquenz profitiere, von der „Sensibilität eines Hackmessers“ und der Tarnung Versaces, im Gewebe der Standards immer wieder Risse entstehen lassen.
Wer meine, Eskelin habe sich seiner avantgardistischen Neigungen entledigt und sei ins Lager der Jazz-Historiker übergelaufen, täusche sich gewaltig, schrieb Tom Gsteiger, der Kritiker des St. Galler Tagblatts. Mit dem Hammond-Organisten Gary Versace und dem Schlagzeuger Gerald Cleaver habe Eskelin kein braves Standards-Album, sondern absolut atemberaubende Metamorphosen von Standards eingespielt. Das Ausgangsmaterial werde hier abstrahiert, dekonstruiert, verfremdet, umspielt, in einzelne Partikel aufgelöst, verflüssigt, sublimiert und transzendiert. Denn statt in herkömmlicher Manier über Melodien und Akkorde zu improvisieren, würde das tollkühne Trio assoziative, ausschweifende und hochgradig interaktive Improvisationsexkurse gestalten, behalte dabei aber trotz aller Free-Jazz-Freigeistigkeit stets die Songs stets im Hinterkopf.